# Guy di Warwick
Guy di Warwick (Guy of Warwick o Gui de Warewic) è il titolo di un poema medievale inglese che narra le vicende dell'omonimo protagonista.

## Trama
Il protagonista del poema è Guy che si innamora di Felice, la figlia del conte di Warwick. Per ottenere la mano della sua amata diventa cavaliere e mostra il suo valore affrontando una serie di avventure e combattimenti, tuttavia una volta sposato si pente per le azioni commesse e intraprende un pellegrinaggio in Terra santa per espiare i suoi peccati. Rientrato in Inghilterra combatte e sconfigge gli invasori danesi, fatto questo decide di vivere da eremita lontano dalla sua famiglia. Poco prima di morire si ricongiunge con la moglie che riesce a riabbracciarlo mentre esala l'ultimo respiro.

## Stile e versioni
Il poema è scritto in parte in distici e in parte in stanze di dodici versi, la trama dell'opera si basa su una serie di popolari leggende inglesi risalenti al X e XI secolo.
Le prime versioni note, conservate in codici manoscritti, sono in lingua anglo-normanna e risalgono al XIII secolo. Successivamente, tra il XIV e il XV secolo iniziarono a circolare varianti in medio inglese, tali versioni furono poi raccolte e pubblicate nell'Ottocento per la Early English Texts Society da Julius Zupitza, filologo dell'università di Berlino. Nel 1525 venne pubblicata un'edizione in prosa in lingua francese.